# جو لي
جو لي (بالإنجليزية: Joe Lea)‏ (16 ديسمبر 1997 ببورتسموث في المملكة المتحدة - ) هو لاعب كرة قدم بريطاني في مركز الوسط.

## وصلات خارجية
- جو لي على موقع قاعدة بيانات كرة القدم.إي يو (الإنجليزية)
- جو لي على موقع Soccerbase.com (لاعب) (الإنجليزية)
- جو لي على موقع Soccerway.com (الإنجليزية)